# Tempelhof Studios
Les Studios Tempelhof sont un studio de cinéma situé à Tempelhof dans la capitale allemande, Berlin.

## Histoire
Les studios sont fondés en 1912, à l'époque du muet, par le pionnier du cinéma allemand Alfred Duskes (en), qui a construit sur le site un studio sous verrière avec le soutien financier de la société française Pathé. La société de production cinématographique PAGU (de) du producteur Paul Davidson (en) prend alors le contrôle et construit une structure plus grande. Le drame de propagande de la Première Guerre mondiale Der gelbe Schein [Le Passeport jaune], la comédie historique Passion (Madame DuBarry) et le film muet expressionniste de 1920 Le Golem y sont réalisés par la PAGU.
Au cours des années 1920, le site tombe entre les mains de la société allemande dominante UFA qui contrôle également les studios de Babelsberg et Staaken (en) dans la même ville. Les studios sont utilisés pour plusieurs des principales productions de la société pendant la République de Weimar, notamment Le Dernier des hommes (Der Letzte Mann).
Les studios sont en partie utilisés par Terra Film à l'époque nazie. En 1945, les studios sont capturés par les troupes de l'armée soviétique pendant la bataille de Berlin alors que le tournage du film comique Sag’ die Wahrheit (de) [Dis la vérité] était en cours. Il a ensuite été situé à Berlin-Ouest et utilisé pour la production cinématographique et télévisuelle ouest-allemande pendant la guerre froide.